# Остромысленский, Евфимий Андреевич
Евфимий Андреевич Остромысленский (1803—1887) — протоиерей Русской православной церкви, педагог и духовный писатель.

## Биография
Евфимий Остромысленский родился в 1803 году в Орловской губернии и происходил из духовного звания. Образование получил в Орловской духовной семинарии и в Киевской духовной академии. 

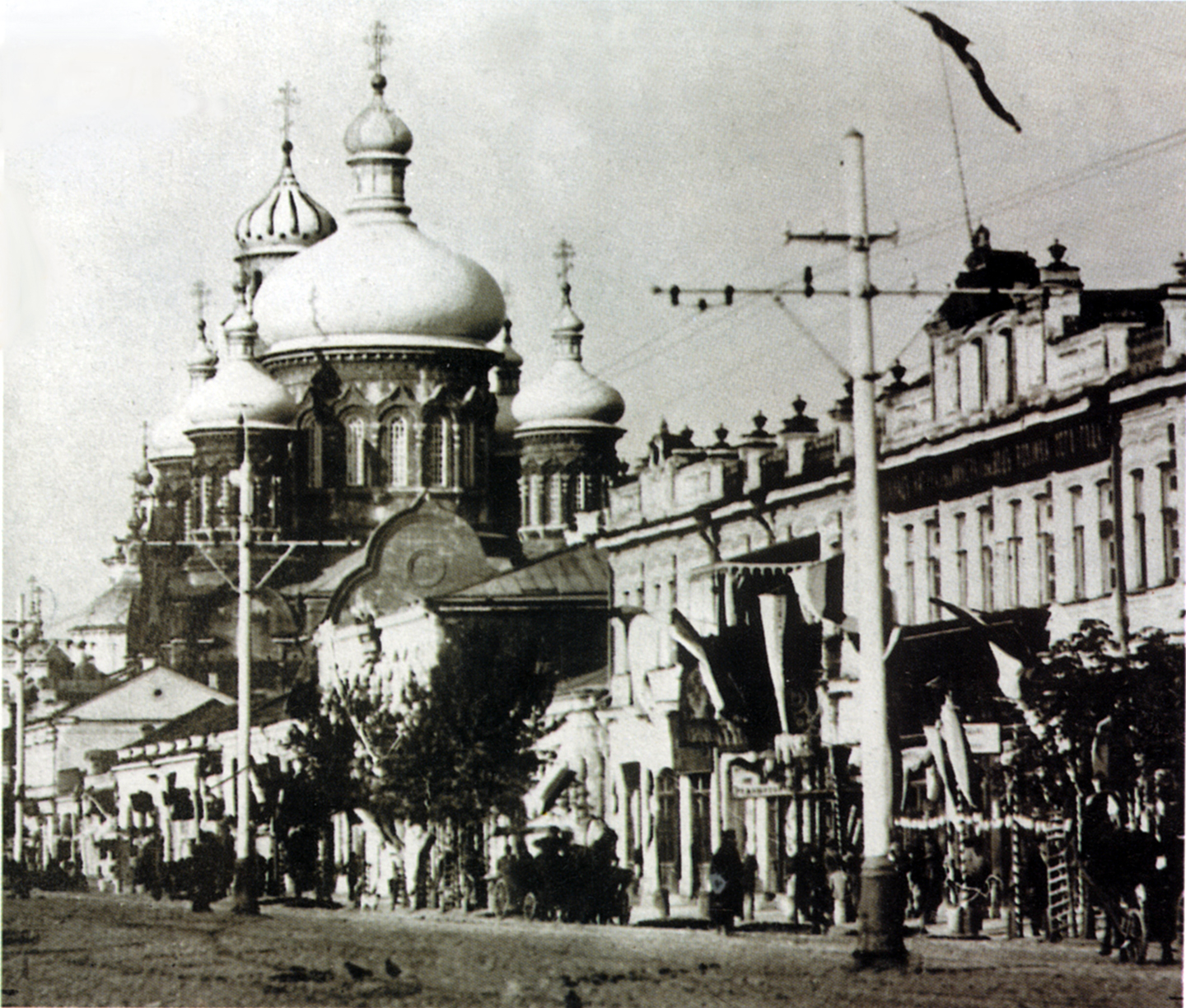
Покровская церковь, 1904 год

Еще будучи студентом академии, он написал сочинение, под заглавием «Исследование киевской церкви св. Илии, упоминаемой в договоре великого князя киевского Игоря Святославовича с греками 954 года, сохраненном в летописи преподобного Нестора» и был удостоен премии графа Н. П. Румянцева.
Выпущенный в 1829 году из академии, со степенью магистра, Е. А. Остромысленский занял место профессора Орловской духовной семинарии. Посвященный в сан священника к Покровской церкви в Орле (разрушена большевиками), он скоро был возведен в сан протоиерея, назначен настоятелем кафедрального собора и законоучителем Орловской мужской гимназии, а затем и Орловского кадетского корпуса.
Оставив в конце 1870-х годов службу при корпусе, Остромысленский поселился в своем хуторе, Орловской губернии, где продолжал обширный труд о молоканской секте, окончить который помешала ему смерть; Евфимий Андреевич Остромысленский скончался 30 марта (11 апреля) 1887 года.

## Избранная библиография
- «Слово к воспитанникам гимназии о свойствах истинной мудрости», СПб. 1841;
- «Архимандрит Макарий, Алтайский миссионер» («Странник», 1860 г. кн. 1 и 8);
- «Разговоры священника с молоканом» («Странник», 1860 г., кн. 6, 8 и 12);
- «Об образовании сельского простонародья» («Странник», 1861 г., кн. 10 и 1863 г. кн. 3,);
- «Воспоминания о высокопреосвященном Филарете, митрополите киевском и галицком» («Странник», 1862 г. кн. 2);
- «Об образовании сельского простонародия» (1861, кн. 10 и 1863, кн. 3);
- «О средствах к призрению бедных духовного звания» (1864, кн. 4);
- «О средствах к воспитанию детей духовного и крестьянского звания» (1864, кн. 2 и 3);
- «Обозрение источников и средств к улучшению быта сельского духовенства» («Странник», 1863 г., кн. 9 и 1864, кн. 2—4);
- «Привет киевской академии в день пятидесятилетия» («Пятидесятилетний юбилей Киевской духовной Академии», Киев, 1869 г.);
- «Молоканская секта» (вып. I, Орел, 1881 г.; вып. II, Москва, 1885 год)[1][2].